# Санкт-Штефан-им-Гайльталь
Санкт-Штефан-им-Гайльталь (нем. Sankt Stefan im Gailtal) — коммуна (нем. Gemeinde) в Австрии, в федеральной земле Каринтия. 
Входит в состав округа Хермагор.  Население составляет 1688 человек (на 31 декабря 2005 года). Занимает площадь 66,33 км². Официальный код  —  2 03 16.

## Политическая ситуация
Бургомистр коммуны — Йохан Ферлич (СДПА) по результатам выборов 2003 года.
Совет представителей коммуны (нем. Gemeinderat) состоит из 15 мест.
- СДПА занимает 10 мест.
- АНП занимает 4 места.
- АПС занимает 1 место.